# Sperperiode (economie)
Een sperperiode is in België een periode die voorafgaat aan de jaarlijkse koopjesperiodes, die solden genoemd worden. Tijdens de sperperiode mag er geen reclame gemaakt worden voor prijsverlagingen voor de sectoren kleding, lederartikelen, fijne lederwaren en schoenen. Sperperioden moeten de consument de kans geven om prijzen te vergelijken en na te gaan of de afgeprijsde producten werkelijk in prijs zijn verlaagd. De regeling beoogt ook kleine handelszaken te beschermen tegen stuntaanbiedingen van grote winkelketens: het budget van de klant zou anders al besteed zijn voordat de solden beginnen. België is het enige Europese land met zo'n regeling.
De twee koopjesperioden zijn bij wet bepaald: 3 tot en met 31 januari en 1 tot en met 31 juli. De sperperioden liggen dan van 3 december tot en met 2 januari voor de winterkoopjes en van 1 juni tot en met 30 juni voor de zomerkoopjes. Wanneer 3 januari of 1 juli op een zondag vallen, kunnen de koopjes de dag ervoor beginnen.
In november 2012 kwam er een arrest van het Hof van Cassatie dat het verbod om kortingen te geven tijdens de sperperiode onwettig verklaarde.

## Handhaving
De Algemene Directie Economische Inspectie van de Federale Overheidsdienst Economie, K.M.O., Middenstand en Energie  is bevoegd om inbreuken op het Wetboek van Economisch Recht (WER) vast te stellen en eventueel een proces-verbaal op te maken. Ze voert jaarlijks een groot aantal controles uit.
Een handelaar mag ook tijdens de sperperiode zeker lagere prijzen aanbieden, zolang hij er maar geen melding van maakt, hij mag dan evenmin met verlies verkopen. Worden klanten toch reeds tijdens de sperperiode heimelijk er toe verleid aankopen te doen, dan spreekt men ook wel van fluistersolden.
Wat betreft de kledij, mag een handelaar geen prijsverminderingen aankondigen indien deze uitwerking hebben tijdens de sperperiode.
Op het verbod op aankondigingen van prijsverminderingen tijdens de sperperiode geldt een belangrijke uitzondering. Tijdens occasionele handelsmanifestaties die ten hoogste vier dagen duren, die uitgaan van een plaatselijke handelaarsvereniging én die maximaal 1 keer per jaar worden georganiseerd, hoeft met het verbod op aankondigingen van prijsverminderingen geen rekening te worden gehouden.